# Natalia Oreiro
Natalia Marisa Oreiro Iglesias Poggio Bourié de Mollo (* 19. května 1977 Montevideo, Uruguay) je uruguayská herečka a zpěvačka. Má rovněž ruské občanství.

## Životopis
Od svých 8 let docházela na kurzy herectví, ve dvanácti vyhrála konkurs na hraní reklamy a do svých sedmnácti účinkovala ve více než 30 spotech (mezi nimi i reklama na Pepsi nebo Niveu). Tehdy se rozhodla pro hereckou kariéru a odstěhovala se do Buenos Aires (Argentina). Bydlela v malém podnájmu o přibližné výměře 30 m². Docházela na konkurzy do televize a po několika odmítnutích dostala malou roli v telenovelách Dulce Ana a Inqonquistable corazon. První hlavní roli hrála v seriálu 90-60-90 modelos, poté v Ricos y Famosos. Po dotočení těchto seriálů si jí všimli filmoví producenti a Natalia obdržela nabídku k natočení filmu Un Argentino en Nueva York (1998), který byl v Argentině tak úspěšný, že v prvním týdnu porazil i Titanic. Při této příležitosti měla možnost nazpívat k filmu úvodní píseň.
Poté přišla klíčová role v telenovele Divoký anděl (Muñeca brava, 1999), lehce komediální seriál, který se vysílal v 27 zemích včetně ČR a přinesl Natalii celosvětovou popularitu. Hraje zde Mili, praštěnou holku, která v 18 odchází z pěstounského kláštera pracovat jako služka v domě Di Carlo, aby se později zamilovala do syna pána domu, Iva. Příběh se odvíjí po 270 dílů, což z něj činí jeden z nejdelších v historii telenovel. Natalia k seriálu nazpívala i úvodní píseň a vydala své první CD, jehož skladby byly v DA použity.
Následovalo velké evropské turné, při němž navštívila i Prahu, aby zde vystoupila na koncertu, předala Slavíka Lucii Bílé a převzala platinovou desku za své album. Při té příležitosti představila fanouškům i své druhé album, Tu Veneno, za které dostala zlatou desku (ne jenom jednu).
Dále hrála v seriálech (Kachorra, El Deseo, Sos mi vida, Al ritmo del tango, Botines, minutová role v La guerra de los gimnasios, film Cleopatra). K seriálu Kachorra, též vysílaného u nás, vydala třetí CD s názvem Turmalina.
V roce 2006 Natalia znovu spolupracuje se svým televizním partnerem z Anděla, Facundem Aranou, na seriálu Sos mi vida, opět komediálně laděné telenovele o dívce-boxerce, která si po zranění musí hledat alternativní práci a v té se seznámí s Martínem (Arana), který je šéfem podniku.

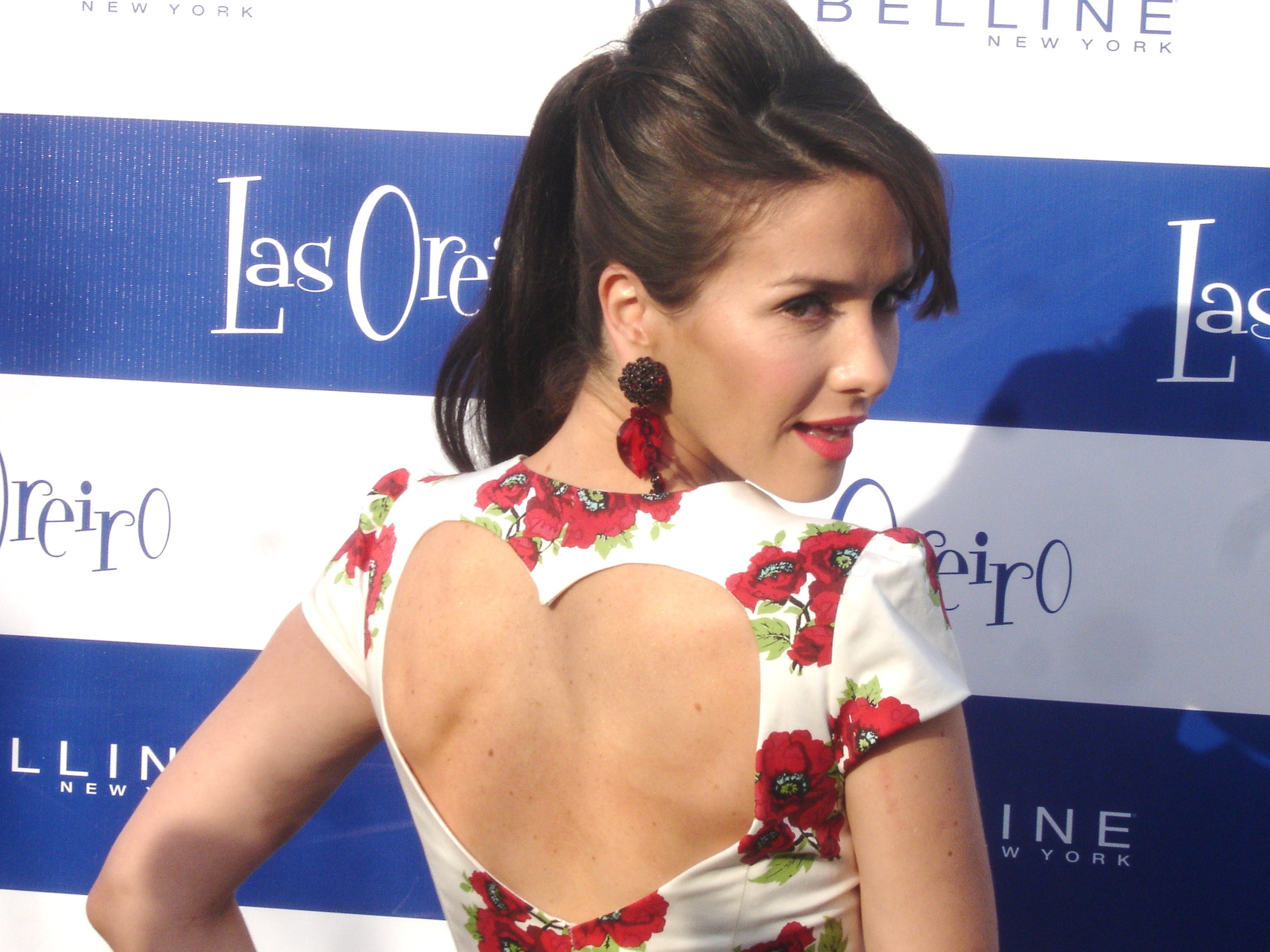
Lasoreiro

## Soukromý život
Její první velká láska, herec Pablo Echarri, byl po dobu celých pěti let jejím snoubencem, když se zcela nenadále rozešli. Po pár měsících se rozhodla znovu „vstoupit do života“ a začala se na veřejnosti ukazovat s rockerem Ricardem Mollem, který je asi o 20 let starší než ona. Po půlroční známosti se 31. prosince 2001 vzali a společně se přestěhovali do buenosaireské čtvrti Palermo Viejo.
Rodinu Natalie kromě Ricarda tvoří matka Mabel, otec Carlos, sestra Adriana a babička Beba. Všichni žijí v Uruguayi, kromě Adriany, která se provdala do Mexika.
Před několika lety ale proběhla aféra, kdy starší uruguayský pár řekl tisku, že Natalia je jejich dcera. Po mnoha testech DNA a vyšetřování se zjistilo, že je to lež a Natalia pár zažalovala.

### Hudba
Natália Oreiro se po úspěchu na filmovém plátně se začala věnovat zpěvu. K filmu Argentinka v New Yorku nazpívala úvodní píseň s názvem „Que Si, Que Si“. Následně se pak začala považovat za zpívající herečku a ke každé telenovele nazpívala písně. Mnoho z nich použila na své alba a tak například album Natalia Oreiro vydané v r. 1998 je zcela inspirované telenovelou Divoký anděl. Následující album Tu Veneno se stejnojmenným singlem získalo ocenění v několika státech světa. Písně jsou opět laděny do latinskoamerických rytmů a tento styl hudby byl zcela změněn v roce 2003 když vydává album Turmalina. Pop-rockově laděné album a singlová píseň s názvem „Cuesta arriba, cuesta abajo“ se stává hlavním soundtrackem pro telenovelu Kachorra. K příležitosti Mistrovství světa ve fotbale 2018 v Rusku nazpívala píseň „United by Love“, kde zpívá střídavě anglickým, španělským a ruským jazykem.

## Španělská studiová alba
| Rok  | Album                                                          | Umístění |
| Rok  | Album                                                          | ARG      |
| ---- | -------------------------------------------------------------- | -------- |
| 1998 | Natalia Oreiro - 1. studiové album - Vydáno: 14. července 1998 | –        |
| 2000 | Tu veneno - 2. studiové album - Vydáno: 8. srpna 2000          | –        |
| 2002 | Turmalina - 3. studiové album - Vydáno: 16. července 2002      | –        |

## Filmografie

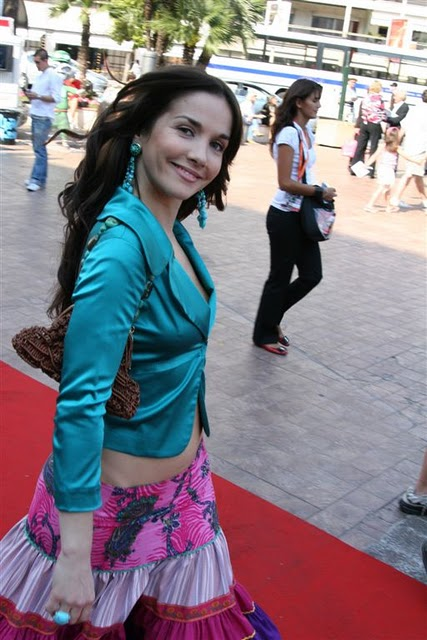
Natalia Oreiro

### Film
- Freedom For Joe (?)
- Infancia clandestina (2012)
- Mi primera boda (2011)
- Miss Tacuarembó (2010)
- Francia (2009)
- Música en espera (2008)
- La peli (2006)
- Las vidas posibles (2005)
- La guerra de los gimnasios (2004)
- Cleopatra (2003)
- Un argentino en New York (1998)

### Televize
- Entre canibales (2015)
- Solamente vos (2013)
- Sos mi vida (2006–2007)
- В Pитме Tанго (2005)
- Botines (2005)
- El Deseo (2004)
- Kachorra (2002)
- Muñeca brava (Divoký anděl) (1998–1999)
- Ricos y famosos (Bohatí a slavní) (1997–1998)
- 90-60-90 modelos (90-60-90 modelky) (1996–1997)
- Dulce Ana (Jemná Ana) (1995–1996)
- Aprender a volar (Učit se letět) (1994)
- Inconquible corazón (Nedobytné srdce) (1994–1995)